# 1947 في السعودية
تحتوي هذه المقالة على أهم الأحداث التي شهدتها السعودية في 1947، إضافة إلى أهم الشخصيات السعودية التي وُلدت أو تُوفيت في هذه السنة.

## السياسة

### الحكم
الملك: عبد العزيز بن عبد الرحمن آل سعود

### تعيينات

#### فبراير

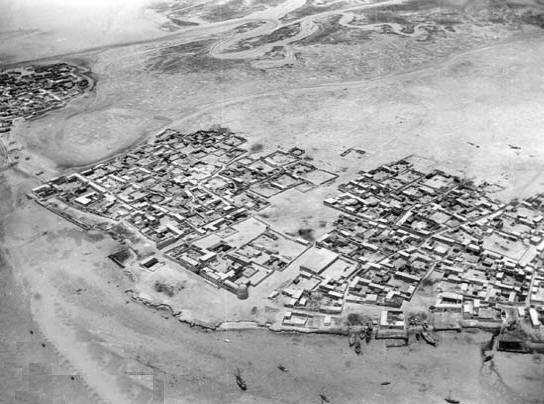
دارين عام 1947م.

- دارين عام 1947م.22: سلطان بن عبد العزيز آل سعود، أميراً لمنطقة الرياض.

## أحداث
- هدم سور جدة.[1]

- توقيع اتفاقية الدفاع المشترك بين السعودية والكويت.[2]
- وصول أول ثلاث طائرات من طراز دوغلاس دي سي 3 إلى مطار الرياض الدولي بعد أن تقدمت حكومة المملكة بشرائها من أمريكا وقد نقلت حوالي 4500 مسافر خلال عام 1947 م.
- اعلان النشيد الوطني السعودي ونصه:

- افتتاح أول طريق مسفلت بين مكة المكرمة وعرفات بطول 20 كلم، وسفلتة الشوارع المؤدية إلى المشاعر المقدسة.[3]
- الملك عبد العزيز بن عبدالرحمن آل سعود يستخدم إحدى الطائرات الأولى المملوكة للمملكة بطراز دوغلاس دي سي 3 للسفر والهبوط به في الطائف.
- سليمان العليان يؤسس مجموعة العليان حيث بدأت كشركة نقل بري تعمل في إطار بناء التابلاين. ثم طورت نشاطها مع الطفرة النفطية ليشمل المطاعم، صناعة الأغذية، صناعة الورق، البلاستيك, التأمين، وغير ذلك. لها عدة شراكات مع شركات عالمية من أبرزها كوكاكولا، برغر كينغ، بكتل.
- تأسيس بلدة الزهيرية الواقعة غرب منطقة القصيم غرب من محافظة الرس وقد أعطيت من الملك عبد العزيز آل سعود رحمه الله عام 1345هـ للشيخ /عقيل بن مدله الزهيري البدراني
- حسن بن عبدالله بن حسن آل الشيخ الكاتب والتربوي سعودي يتولى مناصب في رئاسة القضاء ما بين عامي (1947م-1961م)
- تأسيس مدارس الثغر النموذجية حيث تضمُّ المَراحل الدراسية الثلاث جميعاً و تقع في «حي الثغر» في مدينة جدة طريق مكة، المملكة العربية السعودية.
- إنشاء بلدة القيصومة حيث طلبها الشيخ شجاع بن حبشان بن شعيفان من الدولة في اواخر عام 1366هـ 1947م وأعطي عليها اقطاع حكومي في عام 1374هـ.
- تعديل مسمى إدارة شعبة الإنشاءات إلى مسمى سلاح المهندسين الملكي السعودي.

### مارس
- 28: مصلحة الطيران المدني في المملكة العربية السعودية بـ وزارة الدفاع تعلن عن فتح القبول للطلاب الراغبين بتعلم الطيران المدني حيث سيحصل الطلاب على دروس أولية للطيران لمدة سنة بالطائف، وسيحصل الطلاب المتفوقون على بعثه إلى انكلترا لإكمال الدراسة واشترطت للقبول أن يكون الطالب سعودي الجنسية و عمره لا يقل عن 18 و حسن السيرة والسلوك و خاليًا من الأمراض وأن لا يقل تعليمه عن  التعليم الثانوي و يجيد الانجليزية. [4]

### أبريل
- 4: مديرية الأمن العام تعلن عن تطبيق نظام الإقامة لكل من لديه أجير بأجرة سنوية أو شهرية كما نوهت المديرية أن عدم حمل رخصة الإقامة سوف يعرض الأجير إلى إتخاذ إجراءات قانونية ضده.[5]
- 4: إدارة الثقافة بجامعة الدول العربية تدعو الأدباء والشعراء العرب لتأليف نشيد خاص بالجامعة العربية وشروطه كالتالي: أن يكون باللغة العربية الفصحى و أن يكون بلغة سهلة يشترك في فهمها الجمهور و أن يكون وزنه و أسلوبه مما يحسن توقيعه و تلحينه و أن يكون حجمه مناسًا ليس طويلًا ولا قصيرًا وأن يكون باعثًا على تقوية الشعور بالعزة.[6]
- 11: مدرسة دار التوحيد بالطائف تقيم حفلة مدرسية على شرف الأمير فيصل بن عبدالعزيز آل سعود و الأمير منصور بن عبدالعزيز.[7]

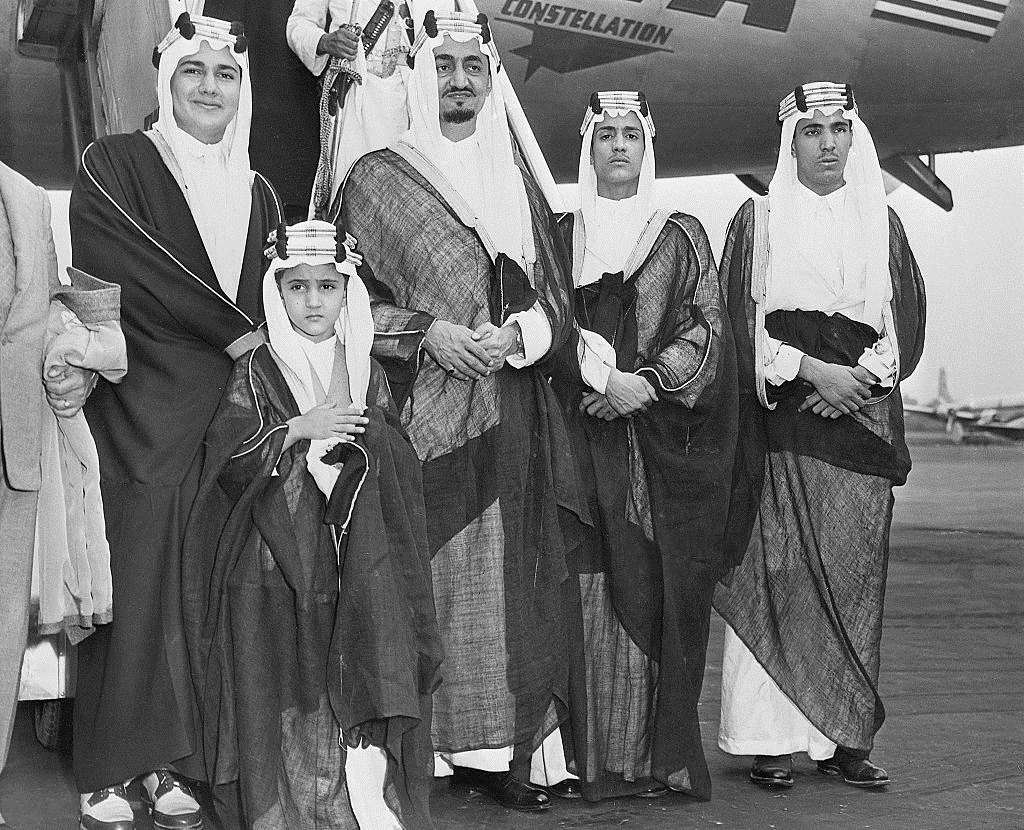
سعود الفيصل وهو في السابعة من عمره برفقة والده وأعمامه سنة 1947م.

### مايو
- 9: صدور صحيفة سعودية جديدة باسم "صحيفة الحج"، وقد اسندت إدارتها و رئاسة تحريرها إلى هاشم يوسف الزواوي.[8]
- 23: المدرسة العسكرية بالطائف بمناسبة انتهاء دراسة الدورة الثالثة على شرف الأمير منصور بن عبدالعزيز وزير الدفاع و بحضور أعضاء البعثة العسكرية و كبار موظفي وزارة الدفاع و ضباط الجيش.[9]

### يونيو
- 6: اعلان جمع تبرعات لمشروع بناء مدرسة جديدة في الطائف وقد تبرع لها كل من الأمير منصور و الأمير عبدالله الفيصل و الأمير عبدالعزيز بن معمر و السيد صالح شطا و الشيخ حسني قامة ومحمد أبو ناصف و الأستاذ عبدالله الغاطي.[10]

### يوليو
- 4: تأسيس نادي الشباب.

### أكتوبر
- 21: الملك عبدالعزيز بن عبدالرحمن آل سعود يوافق على تنفيذ مشروع قدمته أرامكو لإنشاء خط للسكة الحديدية من الدمام إلى الرياض.

### سبتمبر
- 10: الملك فيصل بن عبدالعزيز آل سعود يحضر الدورة الثانية للأمم المتحدة لبحث قضية فلسطين، وعارض مشروع التقسيم بشدة. كما شارك في الاجتماعات بالهيئة الدولية بعد قرارها تقسيم فلسطين رقم (181)، الصادر في 17 محرم 1367هـ الموافق 29 نوفمبر 1947. كما ترأس وفد بلاده إلى اجتماعات الأمم المتحدة بنيويورك في 19 محرم 1367هـ الموافق 29 نوفمبر 1947، وكان ذلك بعد إقرار تقسيم فلسطين وأعلن شجبه للقرار.

## مواليد
- سعاد المانع، ناقدة أدبية وأكاديمية.
- سعد بن شارع بن جدلان السعدي الأكلبي المعروف باسم سعد بن جدلان شاعر سعودي ولد في مدينة بيشة

- محمد الوعيل، كاتب وإعلامي (ت. 2021).
- حمود بن عبد العزيز آل سعود
- عبد الله المحيسن مخرج سعودي ولد في مكة المكرمة ويعد من رواد صناعة السينما في المملكة العربية السعودية،
- موسى بن محمد السليم، كاتب وشاعر وتربوي، وأحد أبرز مسؤولي المملكة العربية السعودية الذين تولوا مهام ومناصب متعددة.
- سعد الثوعي الغامدي، شاعر أديب وصحفي سعودي
- صالح بن علي بن عبد الرحمن التركي رجل أعمال سعودي، مؤسس شركة نسما القابضة ورئيسها الفخري. في أغسطس من عام 2018 تم تعيينه بمرسوم ملكي ليصبح أميناً لمحافظة جدة.
- عادل العوجان رجل أعمال سعودي ورئيس مجلس إدارة شركة «العوجان كوكا كولا للمرطبات» -المعروفة سابقاً باسم «العوجان الصناعية»
- صالح الشهري ملحن سعودي ولد في مدينة القنفذة
- عتاب مغنية سعودية. اسمها الحقيقي «طروف عبد الخير آدم هوساوي» تعتبر من أوائل المطربات في السعودية
- حمد بن ناصر بن هليل الطيار فنان شعبي وملحن سعودي، لحّن للعديد من المطربين أمثال محمد عمر وعلي عبد الستار وراشد الماجد وتأثر به الفنان خالد عبد الرحمن.
- خليل بن إبراهيم الزياني، لاعب ومدرب كرة قدم سعودي، ولد في مدينة الدمام شرق المملكة العربية السعودية.
- علي بن عبد الرحمن الحذيفي إمام وخطيب للمسجد النبوي منذ عام 1402هـ. ويُعد من أشهر القراء في العالم الإسلامي.

## وفيات

### مايو
- 6: خالد بن عبد الرحمن بن فيصل بن تركي آل سعود، أخ الملك عبد العزيز بن عبد الرحمن آل سعود (و. 1873).